# 奧爾良公爵路易 (1703年—1752年)
路易·德·奥尔良（法语：Louis d'Orléans，1703年8月4日~1752年2月4日）法国亲王，奥尔良公爵和瓦卢瓦公爵。
路易·德·奥尔良是奥尔良公爵腓力二世（路易十五的摄政王）的独子，生于凡尔赛。他的母亲是路易十四与情妇蒙提斯斑女侯爵（Françoise-Athénaïs,marquis de Montespan）所生的女儿弗朗索瓦丝-玛丽·德·波旁；无论从父方或母方，他都是显赫的皇亲亲戚。年轻时的路易·德·奥尔良很少卷入政事，但他曾任多菲內總督（1719年）和步兵團指揮官（1721年）。1723年，他继承奥尔良公爵爵位。
1730年红衣主教弗勒里拿掉了路易·德·奥尔良的步兵指挥官职位；这很可能是由于政治斗争的缘故。路易于是退休，把余生用来研究神学。他曾致力于翻译保罗书信。
路易·德·奥尔良于1752年去世于巴黎圣热纳维耶芙修道院。他的妻子是巴登-巴登藩侯路德维希·威廉的女儿奧古斯塔。

## 资料来源
- 本条目包含来自公有领域出版物的文本: Chisholm, Hugh (编).  (第11版). London: Cambridge University Press. 1911.

| 前任： 腓力二世 | 奥尔良公爵 1723~1752 | 繼任： 路易·腓力一世 |
| 前任： 腓力二世 | 瓦卢瓦公爵 1723~1752 | 繼任： 路易·腓力一世 |